# Rio, 40 Graus
Rio, 40 graus é um filme brasileiro de 1955, com roteiro e direção de Nelson Pereira dos Santos. Em novembro de 2015 o filme entrou na lista feita pela Associação Brasileira de Críticos de Cinema (Abraccine) dos 100 melhores filmes brasileiros de todos os tempos. Foi listado por Jeanne O Santos, do Cinema em Cena, como "clássicos nacionais".
É considerada a obra inspiradora do cinema novo, movimento estético e cultural que pretendia mostrar a realidade brasileira. O filme foi censurado pelos militares, que o consideraram uma grande mentira. Segundo o censor e chefe de polícia da época, "a média da temperatura do Rio nunca passou dos 39,6 °C".[carece de fontes?] O tema do filme é o samba A Voz do Morro, de Zé Keti, que também atuou como ator no filme, interpretando o personagem Neguinho.

## Sinopse
O filme é um semidocumentário sobre pessoas do Rio de Janeiro e acompanha um dia na vida de cinco garotos de uma favela que, num domingo tipicamente carioca e de sol escaldante, vendem amendoim em Copacabana, no Pão de Açúcar e no Maracanã.

## Elenco
- Roberto Batalin .... Pedro
- Glauce Rocha .... Rosa
- Jece Valadão .... Miro
- Ana Beatriz .... Maria Helena
- Modesto de Souza .... o proprietário da terra
- Cláudia Moreno .... Alice
- Ivone Miranda
- Antônio Novais
- Jackson de Souza
- Sady Cabral
- Mauro Mendonça .... turista italiano no Pão de Açúcar
- Zé Keti.... Neguinho